# Pac-gomme
 (juin 2015).
Si vous disposez d'ouvrages ou d'articles de référence ou si vous connaissez des sites web de qualité traitant du thème abordé ici, merci de compléter l'article en donnant les références utiles à sa vérifiabilité et en les liant à la section « Notes et références ».
La pac-gomme (pacgum en anglais) est un aliment imaginaire du jeu vidéo et de la série animée Pac-Man. Elle se présente sous la forme d'une boule en général consommée par les personnages Pac-Man et sa famille. Il en existe de différents types mais la plus célèbre, la « super pac-gomme », leur fournit, pour un temps limité, un regain d'énergie leur permettant par exemple d'engloutir leurs ennemis éternels, les fantômes.

## Les différentes pac-gommes
Il existe trois types de pac-gommes. 
- La pac-gomme de base (dot en anglais) est petite, ne luit pas et ne procure aucun effet particulier (hormis l'incrément d'un compteur dans le cas des jeux vidéo). Le fait de manger toutes les pac-gommes, ce qui est l'objectif de Pacman, permet de passer à un niveau de jeu supérieur. 
Dans le jeu original il y a 240 pac-gommes, valant 10 points chacune, à chaque niveau.
- La pac-gomme bonus/fruit que l'on peut trouver dans les mêmes labyrinthes est généralement plus intéressante d'un point de vue nutritif (ou du point de vue de l'incrément du compteur précédemment cité).
Il existe dans le jeu original 8 bonus/fruits différents : la cerise (100 points), la fraise (300 points), l'orange (500 points), la pomme (700 points), le melon (1000 points), le Galboss (2000 points), la cloche (3000 points) et la clé (5000 points).
- La super pac-gomme (energizer en anglais) est de beaucoup plus grande taille et beaucoup plus rare. Brillante et très énergétique, elle confère aux personnages la mangeant une aura lumineuse, la capacité de manger les êtres ectoplasmiques qui hantent le labyrinthe. Ces derniers sont capables de sentir le changement de nature de l'aura de Pac-Man, qui d'ordinaire est leur victime désignée. Les fantômes perdent alors leur rapidité et leur couleur et sont frappés de faiblesse lorsque leurs sens les avertissent. Ils ont aussi tendance à s'éloigner de la direction prise par  Pac-Man. Par contre, les nouveaux fantômes, qui remplacent ceux qui ont été dévorés, ne sont pas affectés par l'effet super pac-gomme et redeviennent dangereux pour Pac-Man.

Les effets de la super pac-gomme sont instantanés mais de courte durée (quelques secondes tout au plus). Lorsque l'énergie produite s'épuise, l'aura de Pac-Man clignote avant de s'éteindre complètement. Il n'est pas rare qu'un Pacman, emporté dans son élan, n'attaque un fantôme alors qu'il n'est plus protégé par son aura.
 
Dans le jeu original il y a 4 super pac-gommes positionnés dans les coins du labyrinthe, valant 50 points chacun, disponible à chaque niveau. La consommation des fantômes après absorption de super pac-gomme rapporte 200 points pour le 1er fantôme, 400 points pour le second fantôme, 800 points pour le troisième fantôme et 1600 points pour le quatrième fantôme.

## Propriétés communes aux pac-gommes
Les pac-gommes, quelles qu'elles soient, ont la faculté, lorsqu'elles sont ingérées en trop grande quantité, de rendre les fantômes plus agressifs. Par exemple, si un Pacman mange toutes les pac-gommes d'un labyrinthe, les fantômes seront plus rapides par la suite.

## Origines
Inventées par Toru Iwatani lorsqu'il créa Pac-Man. L'idée du pac-man mangeur de pac-gommes lui est venue lorsqu'il a commandé pour son déjeuner une pizza. L'origine de la forme de Pac-Man vient d'ailleurs du reste de pizza après que Toru Iwatani a fini son repas.
On retrouve les pac-gommes :
- Dans les jeux vidéo de la série Pac-Man
- Dans les séries animées Pac-Man et Pac-Man et les Aventures de fantômes.

## Citation
Vite une pac-gomme, il dévore les fantômes : extrait de la chanson du générique français, interprétée par William Leymergie, de la série télévisée animée. 
D'ailleurs, cette citation rappelle que l'effet de la super pac-gomme est le même que celui des épinards chez le personnage de dessin animé Popeye.